# Deleted Scenes from the Cutting Room Floor
Albums de Caro Emerald
The Shocking Miss Emerald
(2013)
Singles
1. "Back It Up"
Sortie : 6 juillet 2009
2. "A Night Like This"
Sortie : 11 octobre 2009
3. "That Man"
Sortie : 14 mai 2010
4. "Stuck"
Sortie : 20 septembre 2010
5. "Riviera Life"
Sortie : 15 avril 2011

Deleted Scenes from the Cutting Room Floor est le premier album de la chanteuse néerlandaise Caro Emerald. Il est sorti le 29 janvier 2010 dans les Pays-Bas. L'album reste 27 semaines consécutives en têtes des ventes aux Pays-Bas, dépassant d’une semaine le record de Thriller de Michael Jackson dans le pays .
En décembre 2011, le nombre de copies vendus de l'album dépasse le million .

## Liste des titres
| No  | Titre                      | Auteur                                                               | Durée |
| --- | -------------------------- | -------------------------------------------------------------------- | ----- |
| 1.  | That Man                   | David Schreurs, Vincent Degiorgio                                    | 3:51  |
| 2.  | Just One Dance             | Schreurs, Jan van Wieringen, Degiorgio                               | 4:01  |
| 3.  | Riviera Life               | Schreurs, van Wieringen, Sander Rozeboom, Degiorgio                  | 3:29  |
| 4.  | Back It Up                 | Schreurs, van Wieringen, Robin Veldman, Degiorgio                    | 3:53  |
| 5.  | The Other Woman            | Schreurs, van Wieringen, Caroline Esmeralda van der Leeuw, Degiorgio | 5:33  |
| 6.  | Absolutely Me              | Schreurs, Degiorgio                                                  | 2:46  |
| 7.  | You Don't Love Me          | Schreurs, van der Leeuw, Degiorgio                                   | 3:54  |
| 8.  | Dr. Wanna Do               | Daan Herweg, Schreurs, van Wieringen, van der Leeuw, Degiorgio       | 3:02  |
| 9.  | Stuck                      | Schreurs, Degiorgio                                                  | 4:33  |
| 10. | I Know That He's Mine      | Schreurs, van der Leeuw, Degiorgio                                   | 4:17  |
| 11. | A Night Like This          | Schreurs, van Wieringen, Degiorgio                                   | 3:47  |
| 12. | The Lipstick on His Collar | Schreurs, Rozeboom, Degiorgio                                        | 3:37  |